# John Ellis (naturalista)
John Ellis (Irlanda, 1714 — Londres, 15 de outubro de 1776) foi um naturalista irlandês.

## Biografia
Era um comerciante de  linho em Londres. Foi encarregado como Agente Real para trazer para a Grã-Bretanha sementes americanas da Flórida, em 1764, e da Dominica em 1770.  Ellis se interessava especialmente pelo transporte de sementes e plantas, entretanto se tornou um especialista em corais. Sobre o assunto publicou o trabalho An essay towards the Natural History of the Corallines. A obra A Natural History of Many Uncommon and Curious Zoophytes, escrito com Daniel Solander, foi publicado após a sua morte em 1776. No trabalho publicado em 1770, Directions for bringing over seeds and plants, from the East Indies.., incluiu pela primeira ilustração da Dionéia.
Tornou-se membro da  Royal Society em 1754,  que lhe conferiu a  Medalha Copley em  1767.
Em correspondências por carta,  Carl von Linné (1707-1778) o descreveu como uma "estrela da história natural". Linné lhe dedicou em 1763 o gênero Ellisia da família das Hydrophyllaceae.

## Obras
- Directions for bringing over Seeds and Plants from East-Indies... to which is added Figuere and Botanical Description of... Dionaea muscipula (1770),
- Historical Account of Coffee (1774),
- Description of Mangostan and Bread-fruit (1775), com Daniel Solander (1733-1782)
- Natural History of Many Curious and Uncommon Zoophytes (1786).